# GIMAP5
GIMAP5 (англ. GTPase, IMAP family member 5) – білок, який кодується однойменним геном, розташованим у людей на короткому плечі 7-ї хромосоми. Довжина поліпептидного ланцюга білка становить 307 амінокислот, а молекулярна маса — 34 846.
| 10         |  | 20         |  | 30         |  | 40         |  | 50         |
| ---------- |  | ---------- |  | ---------- |  | ---------- |  | ---------- |
| MGGFQRGKYG |  | TMAEGRSEDN |  | LSATPPALRI |  | ILVGKTGCGK |  | SATGNSILGQ |
| PVFESKLRAQ |  | SVTRTCQVKT |  | GTWNGRKVLV |  | VDTPSIFESQ |  | ADTQELYKNI |
| GDCYLLSAPG |  | PHVLLLVIQL |  | GRFTAQDTVA |  | IRKVKEVFGT |  | GAMRHVVILF |
| THKEDLGGQA |  | LDDYVANTDN |  | CSLKDLVREC |  | ERRYCAFNNW |  | GSVEEQRQQQ |
| AELLAVIERL |  | GREREGSFHS |  | NDLFLDAQLL |  | QRTGAGACQE |  | DYRQYQAKVE |
| WQVEKHKQEL |  | RENESNWAYK |  | ALLRVKHLML |  | LHYEIFVFLL |  | LCSILFFIIF |
| LFIFHYI    |  |            |  |            |  |            |  |            |

A: Аланін

C: Цистеїн

D: Аспарагінова кислота

E: Глутамінова кислота

F: Фенілаланін

G: Гліцин

H: Гістидин

I: Ізолейцин

K: Лізин

L: Лейцин

M: Метіонін

N: Аспарагін

P: Пролін

Q: Глутамін

R: Аргінін

S: Серин

T: Треонін

V: Валін

W: Триптофан

Задіяний у такому біологічному процесі, як альтернативний сплайсинг. 
Білок має сайт для зв'язування з нуклеотидами, ГТФ. 
Локалізований у мембрані, мітохондрії, лізосомі, зовнішній мембрані мітохондрій.